# As-Sirāt

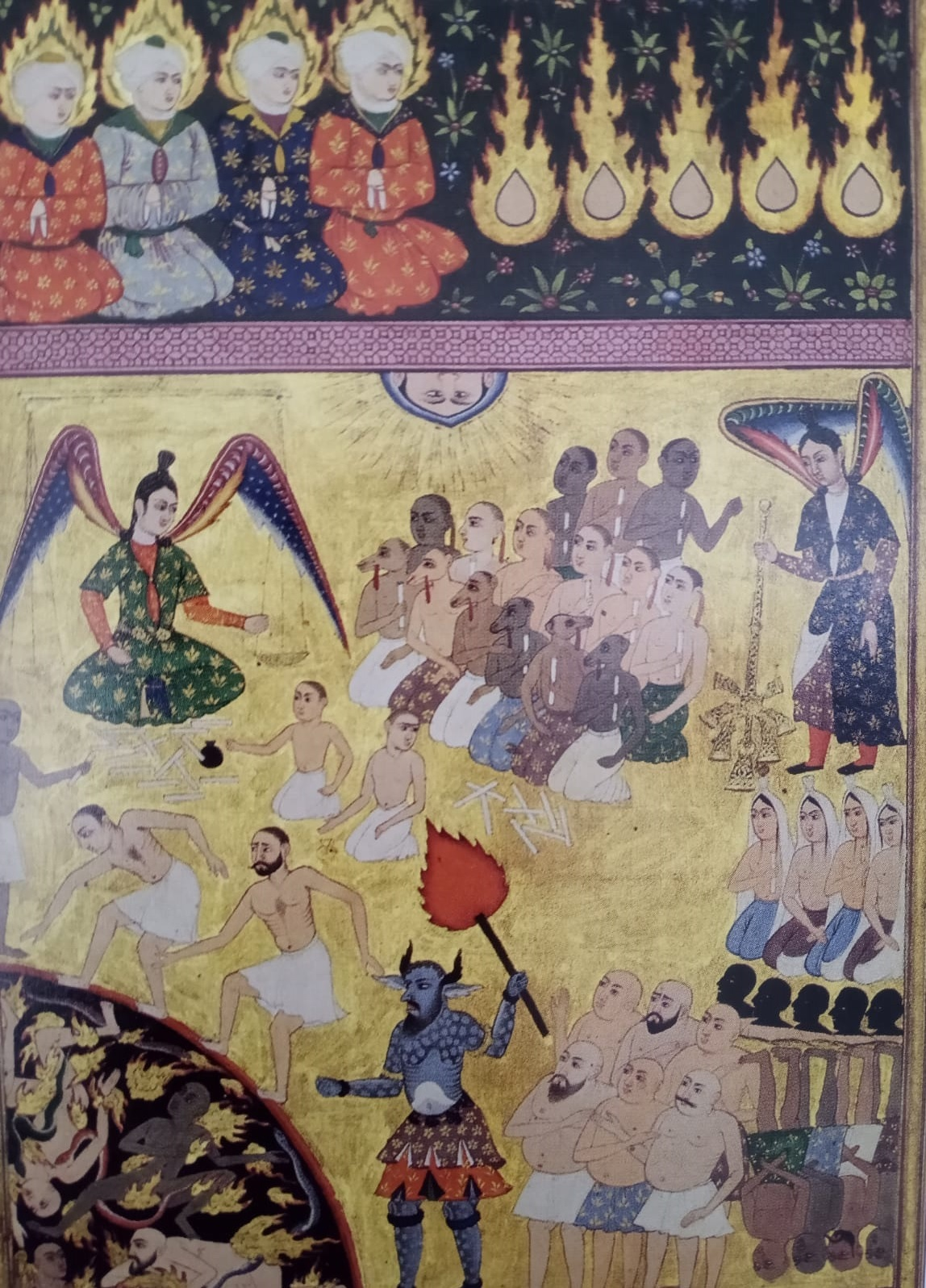
Imagen de un Falnama de la India, creada alrededor de 1610-1630, que representa el Juicio Final. En la parte superior Israfil, con una trompeta, abajo un div con una antorcha, el taqalan (ins y jinn) esperando pasar el puente Sirat al más allá con los pecadores cayendo al infierno lleno de serpientes, y las almas de los creyentes arriba en el cielo.

Diagrama de Ard al-Hashr en el Día del Juicio. As-Sirāt es la línea que cruza Yahannam ((el círculo gris oscuro). También se muestran los Arsh, púlpitos para los justos (al-Aminun), siete filas de ángeles, Gabriel (al-Ruh), A'raf (la Barrera), el Estanque de la Abundancia (Kawthar, un círculo azul), al-Maqam al-Mahmud (donde el profeta Mahoma estará de pie para interceder por los fieles), Mizan y Marj al-Jannat. (De un manuscrito autógrafo de Futuhat al-Makkiyya Por el místico sufí y filósofo musulmán Ibn Arabi, c. 1238 .)

El As-Sirāt (en Árabe: الصراط), de acuerdo con el Islam, es el puente que toda persona debe cruzar el Día de la Resurrección sobre el Qiyamah (tdl. ‘Pascua’) para entrar en el Yanna (tdl. ‘Paradise’). 
No se menciona en el Corán, pero se describe en el Hadith. Se dice que el As-Sirāt es más delgado que un cabello y tan afilado como el cuchillo o la espada más afilados (debido a su peligrosidad). Debajo de este camino están los fuegos del Infierno, que queman a los pecadores para hacerlos caer. Aquellos que realizaron actos de bondad en sus vidas son transportados a través del camino a velocidades acordes a sus acciones, llevándolos al Hawd al-Kawthar (tdl. ‘Pond of Abundance’).   

## Etimología
Los primeros escritores musulmanes no estaban seguros de cómo escribir esta palabra, ya que se traducía como صراط, سراط y زراط. Lo mismo pasaba con su género. Parece ser, en última instancia, la στράτα helenizada del Latín (tdl. ‘calle’), que entró al árabe a través del Sirio Clásico. 

## Fondo
En el Día del Juicio, después de que los muertos hayan sido resucitados, reunidos y juzgados por Dios, estando ahora claramente distinguidos los salvados y los condenados, las almas atravesarán el fuego del infierno por el puente de As-Sirāt. Los fieles "se moverán fácil y rápidamente por un camino amplio", guiados en primer lugar por Mohamed y otras figuras destacadas de la comunidad en su camino hacia Yanna; aquellos que fueron juzgados culpables de pecado pero que aún se consideraban mu'minun (tdl. ‘creyentes’) caerán del puente hacia jahannam (tdl. ‘fuego infernal’) pero permanecen allí sólo por un período limitado de purificación; los incrédulos, sin embargo, encontrarán que el puente se ha vuelto "más afilado que una espada y más delgado que un cabello" y la oscuridad ciega su camino.: 79  : 79 Su inevitable caída desde el puente será un “descenso ineludible” hacia su destino ardiente de castigo eterno.

### Corán
Este evento específico no aparece en el Corán, pero se dice que está basado en los versículos Q.36:66 y Q.37:23-24, aunque ambos conjuntos "son algo indefinidos". Sólo Q.37:23-24 menciona el infierno en forma de al-jahīm . : 78  : 78 
En este día sellaremos sus bocas, sus manos Nos hablarán y sus pies darán testimonio de lo que hacían.

 Si hubiera sido Nuestra voluntad, fácilmente habríamos cegado sus ojos, para que les costara encontrar el camino. ¿Cómo podrían entonces ver? Corán 36.65
˹Se les será dicho:˺ «Este es el Día de la Decisión Final que solían negar».

 ˹Alá dirá a los ángeles:˺ «Reúnan a ˹todos˺ los malhechores junto con sus iguales, y todo aquello que solían adorar
En lugar de Alá, entonces guíalos a ˹todos˺ al camino del Infierno [ṣirāṭ al-jahīm].
Y detenedlos, porque hay que interrogarlos."
Entonces se les preguntará: «¿Qué les pasa que ya no pueden ayudarse unos a otros?»

 Q.37:21-25 
Ninguno de los dos conjuntos de versos menciona un puente ni la caída al infierno, pero Ṣirāṭ al-jahīm "fue adoptado en la tradición islámica para representar la cubierta de Yahannam, la capa superior del Fuego". Corán 37.21

En el hadiz sobre "el puente" o un puente al infierno o un puente entre el cielo y el infierno, o sobre el infierno. Según un hadiz de Sahih al-Bukhari:
"... Nosotros, los compañeros del Profeta dijimos: "¡Oh Mensajero de Alá! ¿Cuál es el puente?" Él Dijo: "Es un puente resbaladizo con abrazaderas y (se parece a) una semilla espinosa ancha de un lado y estrecha del otro, con espinas dobladas en los extremos. Una semilla espinosa así se encuentra en Najd y se llama As-Sa'dan[cita requerida]. Algunos creyentes cruzarán el puente en un abrir y cerrar de ojos, otros tan rápido como un rayo, un viento fuerte, caballos veloces o camellas. Así, algunos estarán a salvo sin sufrir daño alguno; algunos estarán a salvo tras recibir algunos rasguños, y otros caerán al Infierno. El último cruzará siendo arrastrado por el puente.

## En otras religiones
"La idea de un puente que cruza al inframundo ha encontrado expresión en varias tradiciones religiosas diferentes" En el judaísmo, Filo defiende una versión de esta doctrina. de Alejandría en De Somniis, donde interpreta la "escalera de Jacob" como símbolo del reino aéreo, el aire entre el cielo y la tierra, a través del cual los espíritus difuntos ascienden antes de unirse a Dios o caer de nuevo a la tierra para reencarnar. El Zohar también parece tener una visión similar (Zohar 1, 99a y b). El zoroastrismo también tiene esta idea. El puente Cinvat, que aparece en los Gathas de Zaratustra, tiene muchas similitudes y es un concepto cercano a As-Sirat . S.G.F. Brandon cita el Dāstan-i Mēnōk-i Krat:
"...perseguida por la maldad del perverso Ira, que porta una lanza ensangrentada, (el alma) llegará al Puente del Resarcidor, sublime y temible, pues hacia allá deben dirigirse tanto los salvados como los condenados."  El Puente Cinvat también se menciona muchas veces en la literatura avéstica y pahlavi. 
Un puente o pasaje similar se encuentra también en ciertas  formas de cristianismo, como el Puente del Terror en el cristianismo occidental popular, o el paso a través de las casetas de peaje aéreo en la ortodoxia oriental.
El maniqueísmo llama a este camino hacia el cielo o paraíso la “Columna de la Gloria” y lo identifica con la Vía Láctea. Al igual que las versiones de esta doctrina en Filo y la Cábala, el relato maniqueo implica la reencarnación como una posibilidad resultante de caer en el camino o volver atrás.